# 서울 홍지동 이광수 별장 터
서울 홍지동 이광수 별장 터(서울 弘智洞 李光洙 別莊 터)는 서울특별시 종로구 홍지동에 있는 일제강점기 이광수가 살던 별장의 터이다. 2004년 9월 4일 대한민국의 국가등록문화재 제87호 '홍지동 이광수 가옥'로 지정되었다가. 이후 현재의 명칭으로 변경되었다.

## 개요
한국의 근대 문학가인 이광수의 별장의 터이다. 현재의 건물은 당시 실제 거주 가옥이 아니고 신축된 건물이며, 당시 향나무, 우물은 존재하고 있다.

## 지정 사유
홍지동 가옥은 목조, 벽돌조가 혼합된 기와집으로 소설가 춘원 이광수가 살던 곳이다. 1917년 최초의 근대소설 무정 등을 발표한 한국 근대문학사의 선구적인 작가로서 평가받고 있으나 일제강점기 친일행적으로 인해 변절한 지식인으로 비판을 받고 있기도 하다.

## 같이 보기
- 이광수

## 참고 자료
- 서울 홍지동 이광수 별장 터 - 국가유산청 국가유산포털